# Martinho de Tours
Martinho de Tours (em latim: Martinus Turonensis; Sabária, Panónia, 316 – Condate, Gália, 8 de novembro de 397), foi um militar, monge e, mais tarde, bispo da Cidade dos Turões (atual Tours), sendo considerado santo pela Igreja Católica.

## Contexto Histórico
Viveu no século IV, época de importantes transformações. Martinho de Tours teve um importante papel nessas mesmas transformações ao ter sido, primeiro, um convertido à religião cristã e, depois, um dos impulsionadores de uma maior cristianização da Europa, cujo processo avançou significativamente no século IV. Ainda em termos de contexto histórico, nasceu três anos após o Edito de Milão promulgado pelo imperador Constantino (r. 306–337) no ano de 313, que havia concedido aos cristãos liberdade de culto.
Foi discípulo de Santo Hilário de Poitiers (um dos doutores da Igreja), que se notabilizou na Teologia, e também foi contemporâneo de outro importante doutor da Igreja - Agostinho de Hipona (354–430). Embora Martinho fosse um homem culto, foi na ação prática (caridade, ensino, fundação e construção de igrejas, de mosteiros e de escolas) que se distinguiu e notabilizou.
A sua ação missionária e pedagógica, a par da de outros, foi muito importante na cristianização da Gália (é mesmo apelidado de apóstolo da Gália ou “Pai das Gálias”), mas também numa área geográfica e cultural mais vasta, tendo esta se repercutido em outras províncias ocidentais do Império Romano. A sua ação educativa, caritativa e religiosa revelar-se-ia fundamental a longo prazo ao ter contribuído para deixar um legado cultural e religioso que perdurou para além da queda do Império Romano do Ocidente (no ano de 476) e que faz parte da formação da própria civilização cristã europeia. Foi um dos fundadores do monaquismo na Europa Ocidental. Devido à sua vida exemplar, ainda em vida foi reverenciado.

## Biografia

### Infância
Martinho (Martinus em latim) era filho de um Tribuno, comandante e soldado do exército romano. Nasceu e cresceu na cidade de Sabária/Savária (atual Szombathely), localizada na antiga província da Panónia, atual área da Hungria a oeste do rio Danúbio, em 316, uma província nas fronteiras do Império Romano.  A família na qual nasceu não era cristã, a educação da sua família foi feita na religião dos seus antepassados: a da religião politeísta romana antiga (que tinha crença em deuses mitológicos venerados no Império Romano).
Por curiosidade começou a frequentar uma igreja cristã, ainda criança, sendo instruído na doutrina cristã, porém sem receber o batismo. Aos 10 anos de idade (no ano de 326) entrou para o grupo dos catecúmenos (aqueles que estão se preparando para receber o batismo). Assim, despertou para a fé cristã quando ainda menino.

### Membro do exército romano
Ao atingir a adolescência, aos 15 anos de idade (em 331), para tê-lo mais à sua volta, seu pai o alistou na cavalaria do exército imperial contra a própria vontade.  Mas se o intuito do pai era afastá-lo da Igreja, o resultado foi inverso, pois Martinho, continuava praticando os ensinamentos cristãos, principalmente a caridade.
Depois, prestou serviço na Gália, atual França; no entanto, mesmo como soldado da cavalaria do exército romano, jamais abandonou os ensinamentos de Cristo.
Foi nessa época que ocorreu o famoso episódio do repartir do manto a um mendigo, que poderá ter ocorrido no ano de 337, quando Martinho tinha 21 anos de idade, próximo da cidade de Samarobriva/Ambiano (atual Amiens, capital da Picardia). Um dia um mendigo que tiritava de frio pediu-lhe esmola e, como não tinha, o cavalariano cortou seu próprio manto com a espada, dando metade ao pedinte. Contam os relatos escritos que, durante a noite, o próprio Jesus lhe apareceu em sonho, usando o pedaço de manta que dera ao mendigo e agradeceu a Martinho por tê-lo aquecido no frio. Dessa noite em diante, decidiu que deixaria as fileiras militares para dedicar-se à religião.

### Monge e Professor
Afastou-se da vida da corte e do exército, tornou-se monge, tendo permanecido na Gália.
No ano de 354, aos 38 anos de idade, chega a Pictavium (Pictávio, a atual Poitiers), para se tornar discípulo do seu famoso bispo - Santo Hilário, que o ordenou diácono. Nesse mesmo ano, parte em viagem de regresso à Panónia, para a sua cidade natal de Sabária, com o objectivo de se encontrar com a sua família e tentar converter vários dos seus conterrâneos à religião cristã através da pregação e da evangelização. Entre os novos convertidos que fez contaram-se a sua mãe, mas não o seu pai, que permaneceu na religião politeísta.
No ano seguinte (355), no entanto, é expulso da Panónia por questões relacionadas com a perseguição movida pelos partidários do arianismo, pois Martinho era um firme defensor do cristianismo católico ou catolicismo.
Com quarenta anos foi batizado (no ano de 356), provavelmente por Hilário de Poitiers, bispo da cidade de Pictavium (Pictávio, atual Poitiers), mas também é possível que o tenha sido pelo bispo de Samarobriva ou Ambiano (atual Amiens), cidade perto da qual ocorreu o célebre repartir do manto a um mendigo.
Após o seu batismo, parte para Itália. Durante 5 anos permaneceu isolado, vivendo como monge, numa ilha do Mar Lígure, na Ilha de Galinária (Isola Gallinara, em italiano), ao largo da costa de Albenga, na província de Savona, região da Ligúria, noroeste de Itália.
Em 361, aos 45 anos de idade, Martinho regressou à Gália, no mesmo ano em que Santo Hilário voltou do exílio e regressou à cidade de Pictávio. Tendo sabido esta informação, Martinho viaja para essa cidade. Ambos contactam diretamente e Santo Hilário doou a Martinho um terreno em Ligugé, a doze quilômetros de Pictávio. Lá, Martinho fundou uma comunidade de monges. Mas logo eram tantos jovens religiosos que buscavam sua orientação, que construiu o primeiro mosteiro da França e da Europa ocidental.

### Missionário e evangelizador
No ocidente, ao contrário do oriente, os monges podiam exercer o sacerdócio para que se tornassem apóstolos na evangelização. Martinho liderou então a conversão de muitos habitantes da região rural. Com seus monges ele visitava as aldeias pagãs, pregava o evangelho, derrubava templos e ídolos e construía igrejas. Onde encontrava resistência fundava um mosteiro com os monges evangelizando pelo exemplo da caridade cristã, logo todo o povo se convertia.
Dizem os escritos (como os de Sulpício Severo) que, nesta época, havia recebido dons místicos, operando muitos prodígios em benefício dos pobres e doentes que tanto amparava.  Sua vida foi uma luta contra o paganismo e em favor do cristianismo.

### Bispo
Quando a diocese de Cesaroduno, também conhecida por Cidade dos Turões (atual Tours), na Gália (atual França), ficou vaga, no ano de 371, tinha Martinho 55 anos, o povo o aclamou por unanimidade para ser o bispo, no entanto, pessoalmente preferiria recusar o cargo.
Martinho aceitou, apesar de resistir no início. Mas não abandonou sua peregrinação apostólica, visitava todas as paróquias, zelava pelo culto e não desistiu de converter pagãos (ou politeístas) e exercer exemplarmente a caridade. Nas proximidades da cidade fundou outro mosteiro, denominado Marmoutier. E sua influência não se limitou a Tours, mas se expandiu por toda a Gália (atual França) e para além desta em outras províncias do Império Romano, tornando-o querido e amado por todo o povo.
Martinho exerceu o bispado por vinte e cinco anos. Já idoso, aos oitenta e um anos de idade, Martinho, bispo de Tours, ainda afirmava: Senhor, se o vosso povo precisa de mim, não vou fugir do trabalho. Seja feita a vossa vontade. Estava na cidade de Condate (atual Candes de Saint Martin, na região de Centre-Val de Loire), perto de Tours, quando morreu no dia 8 de novembro de 397, aos oitenta e um anos de idade.
Três dias após a sua morte, em 11 de novembro, foi sepultado em Cesaroduno (a atual Tours), dia que lhe passou a ser dedicado mais tarde em sua memória.

## Relatos Biográficos
A vida de São Martinho é sobretudo conhecida devido aos escritos de Sulpício Severo (c.360-c.420), que foi seu discípulo e amigo, e de Gregório de Tours (538-594), que também foi bispo de Tours mas duzentos anos mais tarde.
Sulpício Severo escreveu a obra Vida de São Martinho (Vita Martini, em latim) que é o relato da sua vida que melhor informação nos dá mais próxima da época em que ele viveu, embora Sulpício lhe tenha acrescentado diversas lendas e prodígios. Esta obra teve grande divulgação pelas províncias do Império Romano e, mais tarde, tornou-se uma das mais famosas biografias de santos (hagiografia) da época medieval europeia, tendo esta contribuído ainda mais para o conhecimento e fama acerca de São Martinho.

## Culto

### Importância
Venerado como São Martinho de Tours, tornou-se o primeiro Santo não mártir a receber culto oficial da Igreja e tornou-se um dos Santos mais populares da Europa medieval.
Quatro mil igrejas são dedicadas a ele na França, e o seu nome dado a milhares de localidades, povoados e vilas; como em toda a Europa, nas Américas, enfim, em muitos países do mundo.
É em Tours, na França, que está o seu santuário, a Basílica de São Martinho de Tours, construída sobre sua sepultura, onde parte das suas relíquias estão dentro do braço erguido de uma enorme estátua, que o representa a abençoar.
Discorrendo sobre ele, o Papa Bento XVI disse: O gesto caritativo de São Martinho se insere na lógica que levou a Jesus a multiplicar os pães para as multidões famintas, mas sobretudo a dar-se a si mesmo como alimento para a humanidade na Eucaristia. (...) Com esta lógica de compartilhar se expressa de modo autêntico o amor ao próximo. (Alocução do Ângelus, de 11 de novembro de 2007).

### Santo Padroeiro
São Martinho é padroeiro de diversas profissões (antigas e modernas) que são as seguintes: curtidores, alfaiates, peleteiros, soldados, cavaleiros, restauradores (hotéis, pensões, restaurantes), produtores de vinho.
Também é o padroeiro dos mendigos.

### Festa de São Martinho
Sua festa é comemorada no dia 11 de Novembro, data em que foi sepultado na cidade de Tours.
Há diversas tradições festivas associadas a esta data e que se relacionam com um espírito de convívio e de solidariedade.
Algumas dessas tradições são:

- Comer a chamada oca de São Martinho (um ganso);

- Beber do vinho novo (guardado após as vindimas), chamado vinho de São Martinho;

- Acender de fogos de festa: os fogos de São Martinho;

- Fazem-se Magustos, festas populares cujas formas de celebração consistem em se formarem grupos de amigos e de famílias que assam e comem castanhas.
Também associados à festa de São Martinho há dois ditos:

- No dia de São Martinho bebe o vinho e deixa a água correr para o moinho;

- No São Martinho vai à adega e prova o vinho.

### Curiosidades
Instituiu a primeira escola e transformou o local, que hoje é a cidade de Tours.
Sobre o túmulo de S. Martinho, por estar agoniado pela perspectiva da batalha de Tolbiac contra a temível horda dos alamanos (ano 496), o rei Clóvis prometeu converter-se ao “Deus de Clotilde”, sua mulher católica, se obtivesse a vitória.  Como venceu miraculosamente foi baptizado junto com os seus soldados no Dia de Natal do mesmo ano.
A família real francesa recebeu o nome de “Capeto” por ter recebido, há mais de um milénio, um pedaço da sua célebre capa como relíquia e pela circunstancia histórica explicada acima que fez nascer a primeira nação cristã da Europa.
Em resultado da Revolução Francesa demoliu-se a sua basílica, que já tinha sido restaurada depois de ser saqueada por huguenotes durante as guerras religiosas surgidas durante a Reforma Protestante, mas que desta vez os "revolucionários" fizeram passar uma rua por cima do túmulo, a fim de garantir que ele fosse esquecido definitivamente. Apenas no século XIX um aristocrata francês, conhecido como “o santo homem de Tours”, promoveu pela França uma cruzada para sua reparação, conseguindo-o.